# Sex and the City/Episodenliste
Diese Episodenliste enthält alle Episoden der US-amerikanischen Fernsehserie Sex and the City sortiert nach der US-amerikanischen Erstausstrahlung. Die Erstausstrahlung der Serie wurde auf dem US-amerikanischen Fernsehsender HBO gesendet. Im deutschsprachigen Fernsehen wurde die Serie auf dem deutschen Sender ProSieben, dem österreichischen Sender ORF 1 und dem Schweizer Sender SF zwei gesendet. Die Serie umfasst sechs Staffeln mit 94 Episoden und wurde mit den Kinofilmen Sex And The City – Der Film (2008) und Sex and the City 2 (2010) fortgesetzt.

## Übersicht
| Staffel | Episodenanzahl | Erstausstrahlung USA | Erstausstrahlung USA | Deutschsprachige Erstausstrahlung | Deutschsprachige Erstausstrahlung |
| Staffel | Episodenanzahl | Staffelpremiere      | Staffelfinale        | Staffelpremiere                   | Staffelfinale                     |
| ------- | -------------- | -------------------- | -------------------- | --------------------------------- | --------------------------------- |
| 1       | 12             | 6. Juni 1998         | 23. August 1998      | 18. September 2001                | 23. Oktober 2001                  |
| 2       | 18             | 6. Juni 1999         | 3. Oktober 1999      | 30. Oktober 2001                  | 10. September 2002                |
| 3       | 18             | 4. Juni 2000         | 15. Oktober 2000     | 17. September 2002                | 28. Januar 2003                   |
| 4       | 18             | 3. Juni 2001         | 10. Februar 2002     | 4. Februar 2003                   | 3. Juni 2003                      |
| 5       | 8              | 21. Juli 2002        | 8. September 2002    | 10. Juni 2003                     | 29. Juli 2003                     |
| 6       | 20             | 22. Juni 2003        | 22. Februar 2004     | 17. Februar 2004                  | 14. Dezember 2004                 |

## Staffel 1
| Nr. (ges.) | Nr. (St.) | Deutscher Titel          | Originaltitel                       | Zusammenfassung | Erstausstrahlung USA | Deutschsprachige Erstausstrahlung (D) |
| ---------- | --------- | ------------------------ | ----------------------------------- | --- | -------------------- | ------------------------------------- |
| 1          | 1         | Sex wie ein Mann         | Sex and the City                    | Carrie trifft auf eine alte Affäre und genießt das Vergnügen was er ihr bereitet und zischt danach ab und lässt ihn eiskalt stehen. Sie recherchiert darüber, dass Frauen, wie Männer Sex ohne Gefühle haben. Carrie trifft zum ersten Mal auf Mr. Big und stellt Miranda Skipper vor. Mr. Big fährt Carrie am Ende der Folge nachhause. | 6. Juni 1998         | 18. Sep. 2001                         |
| 2          | 2         | Models und Menschen      | Models and Mortals                  | Miranda nimmt mit einem Mann, der nur Dates mit Models hat, an einer Dinnerparty teil. Carrie und Derek verbringen die Nacht zusammen. Samantha schläft mit einem Mann, der seine sexuellen Eroberungen auf Video festhält. Skipper und Miranda lernen sich kennen.                                                                      | 6. Juni 1998         | 18. Sep. 2001                         |
| 3          | 3         | Ehe-Kriege               | Bay of Married Pigs                 | – | 21. Juni 1998        | 25. Sep. 2001                         |
| 4          | 4         | Im Tal der Mittzwanziger | Valley of the Twenty-Something Guys | – | 28. Juni 1998        | 25. Sep. 2001                         |
| 5          | 5         | Sex = Macht = Geld?      | The Power of Female Sex             | – | 5. Juli 1998         | 2. Okt. 2001                          |
| 6          | 6         | Heimlicher Sex           | Secret Sex                          | – | 12. Juli 1998        | 2. Okt. 2001                          |
| 7          | 7         | Die Monogamisten         | The Monogamists                     | – | 19. Juli 1998        | 9. Okt. 2001                          |
| 8          | 8         | Drei sind einer zuviel   | Three's a Crowd                     | – | 26. Juli 1998        | 9. Okt. 2001                          |
| 9          | 9         | Wunder der Technik       | The Turtle and the Hare             | – | 2. Aug. 1998         | 16. Okt. 2001                         |
| 10         | 10        | Die Baby-Party           | The Baby Shower                     | – | 9. Aug. 1998         | 16. Okt. 2001                         |
| 11         | 11        | Die große Dürre          | The Drought                         | – | 16. Aug. 1998        | 23. Okt. 2001                         |
| 12         | 12        | Glaubensfragen           | Oh Come, All Ye Faithful            | – | 23. Aug. 1998        | 23. Okt. 2001                         |

## Staffel 2
| Nr. (ges.) | Nr. (St.) | Deutscher Titel                       | Originaltitel                                     | Erstausstrahlung USA | Deutschsprachige Erstausstrahlung (D) |
| ---------- | --------- | ------------------------------------- | ------------------------------------------------- | -------------------- | ------------------------------------- |
| 13         | 1         | Neues Spiel, neues Glück              | Take me out to the Ballgame                       | 6. Juni 1999         | 30. Okt. 2001                         |
| 14         | 2         | Die schreckliche Wahrheit             | The Awful Truth                                   | 13. Juni 1999        | 30. Okt. 2001                         |
| 15         | 3         | Die Freak-Show                        | The Freak Show                                    | 20. Juni 1999        | 6. Nov. 2001                          |
| 16         | 4         | Nur Singles gibt man den Gnadenschuss | They Shoot Single People, don't They?             | 27. Juni 1999        | 6. Nov. 2001                          |
| 17         | 5         | Vier Frauen und ein Todesfall         | Four Women and a Funeral                          | 4. Juli 1999         | 13. Nov. 2001                         |
| 18         | 6         | Alles Betrug                          | The Cheating Curve                                | 11. Juli 1999        | 13. Nov. 2001                         |
| 19         | 7         | Hochzeitsfieber                       | The Chicken Dance                                 | 18. Juli 1999        | 20. Nov. 2001                         |
| 20         | 8         | Wunder gibt es immer wieder           | The Man, The Myth, The Viagra                     | 25. Juli 1999        | 20. Nov. 2001                         |
| 21         | 9         | Ein kleines Opfer                     | Old Dogs, New Dicks                               | 1. Aug. 1999         | 27. Nov. 2001                         |
| 22         | 10        | Das Kasten-System                     | The Caste System                                  | 8. Aug. 1999         | 27. Nov. 2001                         |
| 23         | 11        | Evolution                             | Evolution                                         | 15. Aug. 1999        | 4. Dez. 2001                          |
| 24         | 12        | Ein erlesener Schmerz                 | La Douleur Exquise!                               | 22. Aug. 1999        | 4. Dez. 2001                          |
| 25         | 13        | Böse Spielchen                        | Games People Play                                 | 29. Aug. 1999        | 11. Dez. 2001                         |
| 26         | 14        | Einer fürs Bett                       | The Fuck Buddy                                    | 5. Sep. 1999         | 11. Dez. 2001                         |
| 27         | 15        | Familienbande                         | Shortcomings                                      | 12. Sep. 1999        | 18. Dez. 2001                         |
| 28         | 16        | War es schön für dich?                | Was it good for You?                              | 19. Sep. 1999        | 28. Dez. 2001                         |
| 29         | 17        | Mädchen gegen Frauen                  | Twenty-Something Girls vs. Thirty-Something Women | 26. Sep. 1999        | 3. Sep. 2002                          |
| 30         | 18        | Ex and the City                       | Ex and the City                                   | 3. Okt. 1999         | 10. Sep. 2002                         |

## Staffel 3
| Nr. (ges.) | Nr. (St.) | Deutscher Titel                | Originaltitel                     | Erstausstrahlung USA | Deutschsprachige Erstausstrahlung (D) |
| ---------- | --------- | ------------------------------ | --------------------------------- | -------------------- | ------------------------------------- |
| 31         | 1         | Wo Rauch ist …                 | Where There's Smoke               | 4. Juni 2000         | 17. Sep. 2002                         |
| 32         | 2         | Sex und Politik                | Politically Erect                 | 11. Juni 2000        | 24. Sep. 2002                         |
| 33         | 3         | Die Superfrau                  | Attack of the five foot ten Woman | 18. Juni 2000        | 1. Okt. 2002                          |
| 34         | 4         | Junge, Mädchen, Junge, Mädchen | Boy, Girl, Boy, Girl              | 25. Juni 2000        | 8. Okt. 2002                          |
| 35         | 5         | Hindernislauf                  | No ifs, ands or Butts             | 9. Juli 2000         | 15. Okt. 2002                         |
| 36         | 6         | Sind wir Schlampen?            | Are we Sluts?                     | 16. Juli 2000        | 22. Okt. 2002                         |
| 37         | 7         | Zu schön, um wahr zu sein      | Drama Queens                      | 23. Juli 2000        | 29. Okt. 2002                         |
| 38         | 8         | Schlechtes Timing              | The Big Time                      | 30. Juli 2000        | 5. Nov. 2002                          |
| 39         | 9         | Die große Frage                | Easy Come, Easy Go                | 6. Aug. 2000         | 12. Nov. 2002                         |
| 40         | 10        | Alles oder nichts              | All or Nothing                    | 13. Aug. 2000        | 19. Nov. 2002                         |
| 41         | 11        | Spiel mit dem Feuer            | Running with Scissors             | 20. Aug. 2000        | 26. Nov. 2002                         |
| 42         | 12        | Tag der Entscheidung           | Don't Ask, Don't Tell             | 27. Aug. 2000        | 3. Dez. 2002                          |
| 43         | 13        | Flucht aus New York            | Escape from New York              | 10. Sep. 2000        | 10. Dez. 2002                         |
| 44         | 14        | Sex and Another City           | Sex and Another City              | 17. Sep. 2000        | 17. Dez. 2002                         |
| 45         | 15        | Kinder, Kinder                 | Hot child in the City             | 24. Sep. 2000        | 7. Jan. 2003                          |
| 46         | 16        | Freindinnen                    | Frenemies                         | 1. Okt. 2000         | 14. Jan. 2003                         |
| 47         | 17        | Alles Karma                    | What goes around comes Around     | 8. Okt. 2000         | 21. Jan. 2003                         |
| 48         | 18        | Gute Nachbarschaft             | Cock-A-Doodle-Do                  | 15. Okt. 2000        | 28. Jan. 2003                         |

## Staffel 4
| Nr. (ges.) | Nr. (St.) | Deutscher Titel                 | Originaltitel                 | Erstausstrahlung USA | Deutschsprachige Erstausstrahlung (D) |
| ---------- | --------- | ------------------------------- | ----------------------------- | -------------------- | ------------------------------------- |
| 49         | 1         | Agonie und Ex-Tase              | The Agony and the Extasy      | 3. Juni 2001         | 4. Feb. 2003                          |
| 50         | 2         | Das wahre Ich                   | The Real Me                   | 3. Juni 2001         | 11. Feb. 2003                         |
| 51         | 3         | Grenzgänger                     | Defining Moments              | 10. Juni 2001        | 18. Feb. 2003                         |
| 52         | 4         | Das Huhn oder der Sex?          | What's Sex Got to do with It? | 17. Juni 2001        | 25. Feb. 2003                         |
| 53         | 5         | Stadt der Geister               | Ghost Town                    | 24. Juni 2001        | 4. März 2003                          |
| 54         | 6         | Taten oder Worte                | Baby, Talk is Cheap           | 1. Juli 2001         | 11. März 2003                         |
| 55         | 7         | Vergeben und vergessen          | Time and Punishment           | 8. Juli 2001         | 18. März 2003                         |
| 56         | 8         | Der große Absturz               | My Motherboard, My Self       | 15. Juli 2001        | 25. März 2003                         |
| 57         | 9         | Sex and the Country             | Sex and the Country           | 22. Juli 2001        | 1. Apr. 2003                          |
| 58         | 10        | Eiertanz                        | Belles of the Balls           | 29. Juli 2001        | 8. Apr. 2003                          |
| 59         | 11        | Hätte, würde, sollte            | Coulda, Woulda, Shoulda       | 5. Aug. 2001         | 15. Apr. 2003                         |
| 60         | 12        | Sag einfach Ja                  | Just Say Yes                  | 12. Aug. 2001        | 22. Apr. 2003                         |
| 61         | 13        | Ein harter Kampf                | The Good Fight                | 6. Jan. 2002         | 29. Apr. 2003                         |
| 62         | 14        | Der beste Freund der Frau       | All that Glitters             | 13. Jan. 2002        | 6. Mai 2003                           |
| 63         | 15        | Schwarz und weiß                | Change of a Dress             | 20. Jan. 2002        | 13. Mai 2003                          |
| 64         | 16        | Geschuldet, geliehen, geschenkt | Ring a Ding Ding              | 27. Jan. 2002        | 20. Mai 2003                          |
| 65         | 17        | Nicht davonlaufen               | A Vogue Idea                  | 3. Feb. 2002         | 27. Mai 2003                          |
| 66         | 18        | Ich liebe New York              | I Heart NY                    | 10. Feb. 2002        | 3. Juni 2003                          |

## Staffel 5
| Nr. (ges.) | Nr. (St.) | Deutscher Titel                  | Originaltitel                    | Erstausstrahlung USA | Deutschsprachige Erstausstrahlung (D) |
| ---------- | --------- | -------------------------------- | -------------------------------- | -------------------- | ------------------------------------- |
| 67         | 1         | Anker hoch!                      | Anchors Away                     | 21. Juli 2002        | 10. Juni 2003                         |
| 68         | 2         | Das Prinzip Hoffnung             | Unoriginal Sin                   | 28. Juli 2002        | 17. Juni 2003                         |
| 69         | 3         | Sex and Atlantic City            | Luck be an Old Lady              | 4. Aug. 2002         | 24. Juni 2003                         |
| 70         | 4         | Cover Girl                       | Cover Girl                       | 11. Aug. 2002        | 1. Juli 2003                          |
| 71         | 5         | Plus Eins ist die einsamste Zahl | Plus one is the Loneliest Number | 18. Aug. 2002        | 8. Juli 2003                          |
| 72         | 6         | Kritischer Zustand               | Critical Condition               | 25. Aug. 2002        | 15. Juli 2003                         |
| 73         | 7         | Die große Reise                  | The Big Journey                  | 1. Sep. 2002         | 22. Juli 2003                         |
| 74         | 8         | Scharade                         | I Love a Charade                 | 8. Sep. 2002         | 29. Juli 2003                         |

## Staffel 6
| Nr. (ges.) | Nr. (St.) | Deutscher Titel                     | Originaltitel                                          | Erstausstrahlung USA | Deutschsprachige Erstausstrahlung (D) |
| ---------- | --------- | ----------------------------------- | ------------------------------------------------------ | -------------------- | ------------------------------------- |
| 75         | 1         | Kursschwankungen                    | To Market, To Market                                   | 22. Juni 2003        | 17. Feb. 2004                         |
| 76         | 2         | Sexistenzangst                      | Great Sexpectations                                    | 29. Juni 2003        | 24. Feb. 2004                         |
| 77         | 3         | Die Ex-Akten                        | The Perfect Present                                    | 6. Juli 2003         | 2. März 2004                          |
| 78         | 4         | Reden ist Silber…                   | Pick-a-Little, Talk-a-Little                           | 13. Juli 2003        | 9. März 2004                          |
| 79         | 5         | Licht, Kamera, Beziehung!           | Lights, Camera, Relationship                           | 20. Juli 2003        | 16. März 2004                         |
| 80         | 6         | Die längste Woche                   | Hop, Skip, and a Week                                  | 27. Juli 2003        | 23. März 2004                         |
| 81         | 7         | In Rauch aufgelöst                  | The Post-it Always Sticks Twice                        | 3. Aug. 2003         | 30. März 2004                         |
| 82         | 8         | Fang mich!                          | The Catch                                              | 10. Aug. 2003        | 6. Apr. 2004                          |
| 83         | 9         | Das Recht auf Schuhe                | A Woman's Right to Shoes (a.k.a. No Shoes, No Service) | 17. Aug. 2003        | 21. Sep. 2004                         |
| 84         | 10        | Nostalgie, Nostalgie!               | Boy, Interrupted                                       | 24. Aug. 2003        | 28. Sep. 2004                         |
| 85         | 11        | Der Domino-Effekt                   | The Domino Effect                                      | 7. Sep. 2003         | 5. Okt. 2004                          |
| 86         | 12        | Die Nummer eins                     | One                                                    | 14. Sep. 2003        | 12. Okt. 2004                         |
| 87         | 13        | Es werde Licht                      | Let There be Light                                     | 4. Jan. 2004         | 19. Okt. 2004                         |
| 88         | 14        | Der Igitt-Faktor                    | The Ick Factor                                         | 11. Jan. 2004        | 26. Okt. 2004                         |
| 89         | 15        | Zeitgefühl                          | Catch-38                                               | 18. Jan. 2004        | 2. Nov. 2004                          |
| 90         | 16        | Von Mäusen und Menschen             | Out of the Frying Pan                                  | 25. Jan. 2004        | 9. Nov. 2004                          |
| 91         | 17        | Kalter Krieg                        | The Cold War                                           | 1. Feb. 2004         | 16. Nov. 2004                         |
| 92         | 18        | Fragen über Fragen                  | Splat!                                                 | 8. Feb. 2004         | 23. Nov. 2004                         |
| 93         | 19        | Eine Amerikanerin in Paris (Teil 1) | An American Girl in Paris (part une)                   | 15. Feb. 2004        | 30. Nov. 2004                         |
| 94         | 20        | Eine Amerikanerin in Paris (Teil 2) | An American Girl in Paris (part deux)                  | 22. Feb. 2004        | 14. Dez. 2004                         |

## Kinofilme zur Serie
| Nr. | Deutscher Titel             | Originaltitel               | Erstausstrahlung USA | Deutschsprachige Erstausstrahlung (D) |
| --- | --------------------------- | --------------------------- | -------------------- | ------------------------------------- |
| 1   | Sex and the City – Der Film | Sex and the City: The Movie | 27. Mai 2008         | 29. Mai 2008                          |
| 2   | Sex and the City 2          | Sex and the City 2          | 27. Mai 2010         | 27. Mai 2010                          |